# Zespół lepthangamushi
Zespół lepthangamushi (ang. lepthangamushi syndrome) – rzadko używane określenie wobec zjawiska występowania dodatnich odczynów laboratoryjnych na obecność wirusa Hanta i (lub) Rickettsia tsutsugamushi i (lub) Leptospira u pacjentów z objawami przypominającymi ostry okres leptospirozy, gorączki krwotocznej z zespołem nerkowym (HERS) i duru zaroślowego. Zjawisko spotykane jest w rejonach endemicznego występowania tych trzech chorób. 